# KWallet
KWallet (KDE Бумажник) — приложение для управления паролями в среде KDE.
Оно обеспечивает пользователям централизованный способ хранения паролей в зашифрованном виде файла под названием «Бумажник». Для дополнительной безопасности, каждый из бумажников можно использовать для хранения разных паролей, каждый со своим паролем.
KWallet Manager имеет две функции. Первая позволяет вам видеть, какие бумажники открыты и какие приложения используют каждый бумажник. В KWallet Manager вы можете отключить доступ приложения к бумажнику.
Вы также можете управлять бумажниками, установленными в вашей системе, создавать и удалять бумажники и работать с их содержимым.
Когда бумажник открыт, приложение KWallet Manager загружено. Пиктограмма в системном трее указывает что бумажник является открытым. Когда все бумажники закрыты, пиктограмма отразит это, показывая закрытый бумажник.
Щелчок на пиктограмме бумажника отображает окно, содержащее все доступные бумажники, как пиктограммы, отражающие их текущее состояние, то есть открытый или закрытый.